# NGC 1961
NGC 1961 = IC 2133 = Arp 184 ist eine Balkenspiralgalaxie vom Hubble-Typ SAB(rs)c im Sternbild Giraffe am Nordsternhimmel. Die Spiralarme sind auf der nördlichen Seite stark verzerrt und die Galaxie weist in weiten Gebieten eine rege Sternentstehung auf. Sie ist schätzungsweise 182 Millionen Lichtjahre von der Milchstraße entfernt und hat einen Durchmesser von etwa 235.000 Lichtjahren.
Halton Arp gliederte seinen Katalog ungewöhnlicher Galaxien nach rein morphologischen Kriterien in Gruppen. Diese Galaxie gehört zu der Klasse Galaxien mit schmalen Filamenten.
Das Objekt wurde am 3. Dezember 1788 von dem deutsch-britischen Astronomen Friedrich Wilhelm Herschel entdeckt.
Am 22. Dezember 2001 wurde hier die Supernova SN 2001is entdeckt.

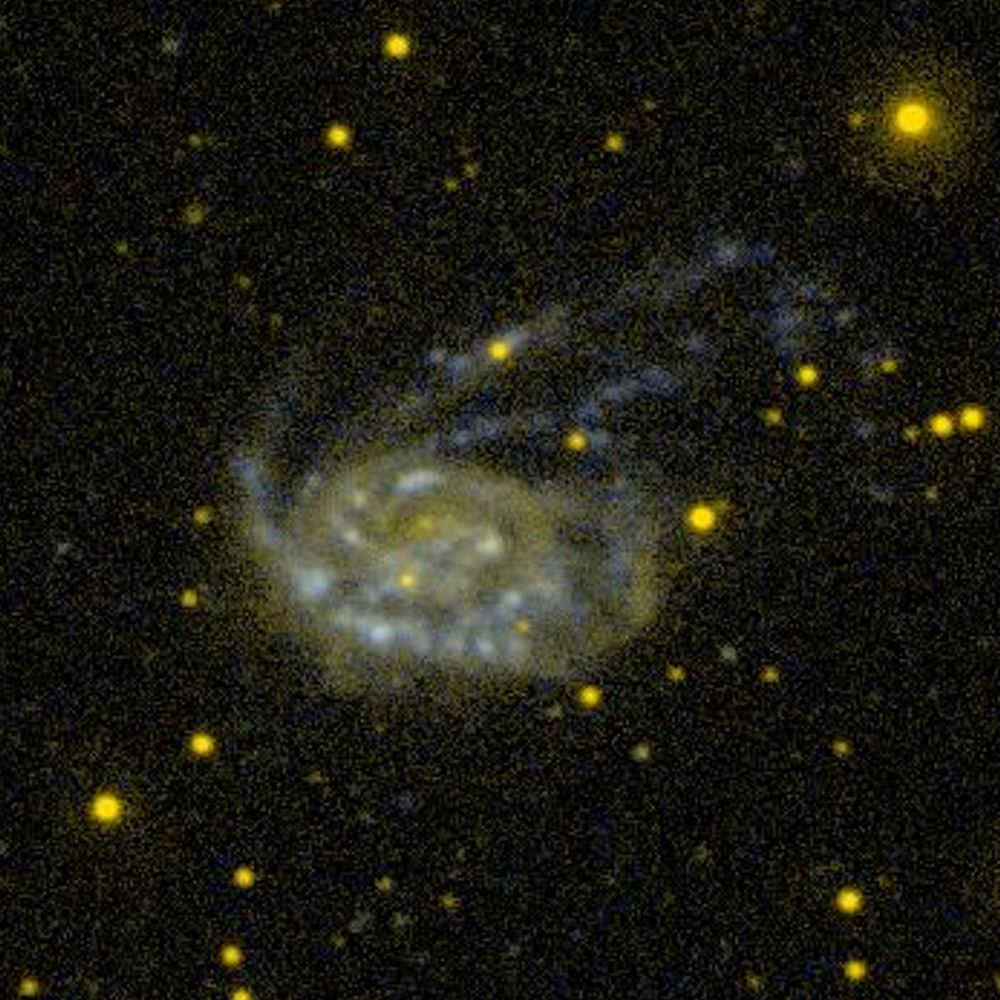
Die Galaxie NGC 1961 aufgenommen von GALEX
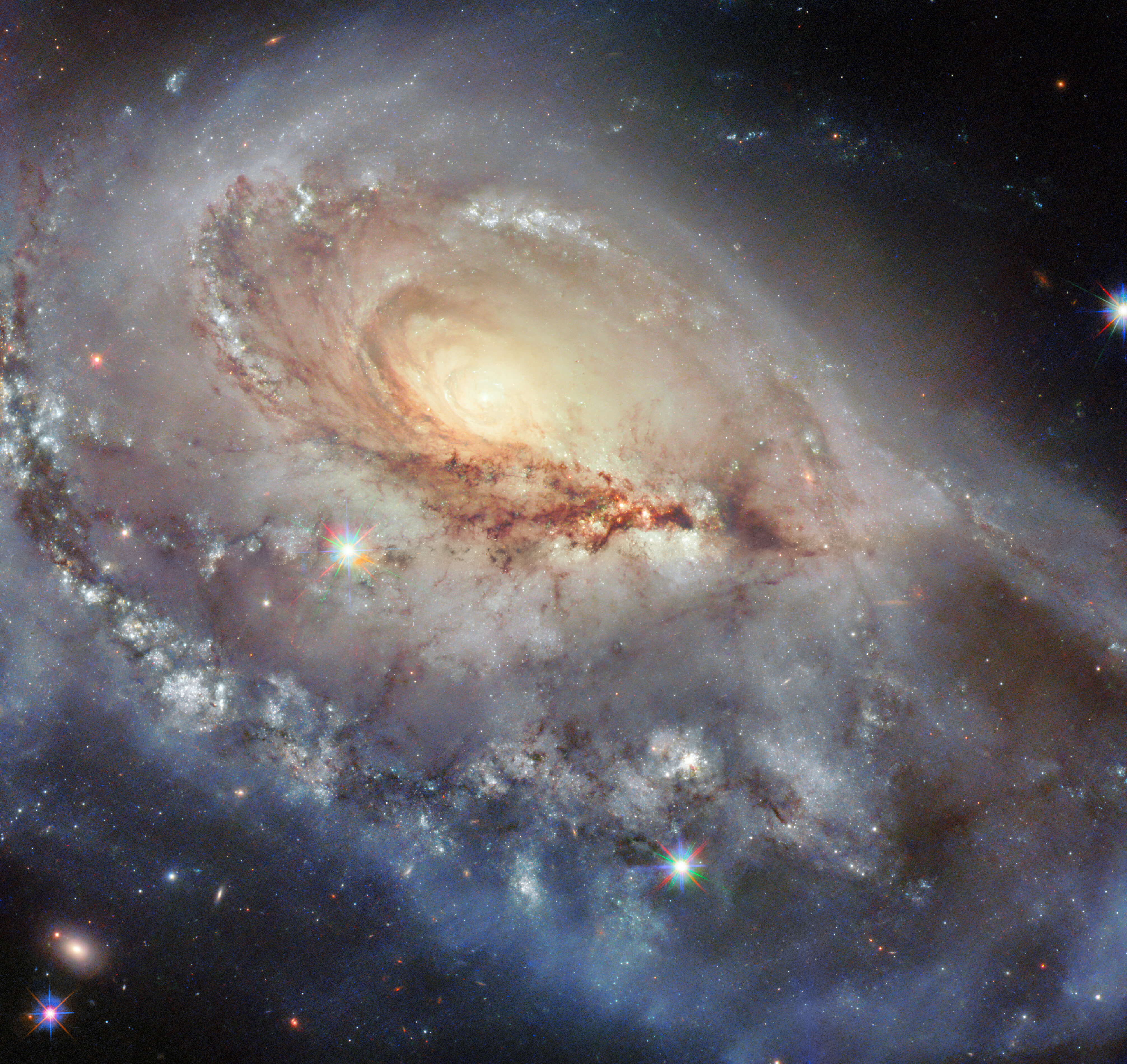
Zentralbereich, detailliert aufgenommen mithilfe des Hubble-Weltraumteleskops

## NGC 1961-Gruppe (LGG 132)
| Galaxie   | Alternativname | Entfernung/Mio. Lj |
| --------- | -------------- | ------------------ |
| PGC 17456 | UGC 3319       | 194                |
| NGC 1961  | PGC 17625      | 182                |
| PGC 17692 | UGC 3342       | 184                |
| PGC 18161 | UGC 3379       | 189                |
| PGC 17645 | CGCG 329-10    | 185                |
| PGC 17757 | MCG +12-6-13   | 200                |